# US-amerikanische Badmintonmeisterschaft 1952
Die US-amerikanische Badmintonmeisterschaft 1952 fand im Frühjahr 1952 in Seattle statt. Es war die 12. Auflage der nationalen Titelkämpfe im Badminton in den USA.

## Titelträger
| Disziplin    | Sieger                          |
| ------------ | ------------------------------- |
| Herreneinzel | Marten Mendez                   |
| Dameneinzel  | Ethel Marshall                  |
| Herrendoppel | Joe Alston Wynn Rogers          |
| Damendoppel  | Ethel Marshall Beatrice Massman |
| Mixed        | Wynn Rogers Helen Tibbetts      |